# Сан Мартин (езеро)
Вижте пояснителната страница за други значения на Сан Мартин.
Сан Мартин (на испански: Lago San Martín) в Аржентина, ОʼХигинс (на испански: Lago O'Higgins) в Чили, е голямо ледниково езеро на границата между Аржентина (провинция Санта Крус) и Чили (областта Айсен. Площта му е 1013 km², от които 554 km² в Чили и 459 km² в Аржентина, дължина 130 km, ширина от 2 до 8 km, обем 68,88 km³. То е най-дълбокото езеро в Южна Америка (и петото по дълбочина в света) с максимална дълбочина 836 m и представлява криптодепресия.

## География
Езерото е с ледников произход и е разположено на 250 m н.в., в Патагонските Анди. То се е образувало в резултат от преграждането с крайни морени на водите стичащи се от съседните ледници, разположени на Южнопатагонското ледено поле. Дължината на бреговата му линия е 525 km и е изключително силно разчленена, като образува 8 фиордообразни залива: Сур (на югозапад), в който се спускат ледниците О′Хигинс и Шонмайер, Брасо Осте (на запад), Брасо Норте Оксиденте (на северозапад), Брасо Норте Ориентал (на север), Брасо Канча Раяда (на североизток), Ланча, Брасу Майпу и Деросито (на югоизток). Първите 3 фиорда са на чилийска територия, четвъртият на границата между двете държави, а последните четири – на аржентинска територия. Между последните четири залива се вдават полуостровите Канча, Майпу и Чекабуко. В западната му част е разположен остров Централ. Освен от двата по-горе посочени ледника езерото се подхранва и от множество малки реки (Майер и др.) и потоци. От фиорда Брасо Норте Оксиденте на северозапад изтича пека Паскуа, със среден годишен отток 510 m³/s, вливаща се във фиорда Бейкър на тихия океан.

## Наименование
Чилийската част на езерото носи името на ген. Бернардо ОʼХигинс, водач на Чилийската война за независимост и национален герой на Чили. Аржентинската част е именувана в чест на ген. Хосе де Сан Мартин, също водач на борбата за независимост на Аржентина. И двамата са съратници в едно и също дело – независимостта на Южна Америка от Испания. Местните обитатели теуелче наричали езерото Чаре.

## Историческа справка
Поради студения и ветровит климат и бедната почва бреговете на езерото са слабонаселени. Първите европейски заселници (основно британци и скандинавци) идват между 1902 и 1918 г. Изследването на езерото по вода е извършено с дървени лодки към 30-те години на 20 век. Днес има воден транспорт между отделните селища и туристически корабчета до ледника ОʼХигинс, чийто език навлиза в езерото. През 1966 е основано градчето Вила ОʼХигинс, до устието на река Майер в езерото.

## Галерия
- Спътникова снимка от 1997 г. Езерата Лаго Архентино (ляво), Виедма (център), Сан Мартин – ОʼХигинс (дясно)
- Спътникова снимка
- Езерото в чилийската част
- Ледникът ОʼХигинс и езерото
- Ледникът ОʼХигинс от езерото
- Езерото и Южнопатагонското ледено плато